# Abdelhak Nouri
Abdelhak Nouri (in arabo عبد الحق نوري‎?; Amsterdam, 2 aprile 1997) è un ex calciatore olandese, di ruolo centrocampista.

## Caratteristiche tecniche
Centrocampista centrale dalla buona tecnica e bravo negli inserimenti, era anche un abile battitore di calci di punizione.

## Carriera

### Club
Cresciuto nelle giovanili dell'Ajax, esordisce da professionista il 13 marzo 2015 con la seconda squadra nel match di Eerste Divisie perso per 1-0 contro il VVV-Venlo. A partire dalla stagione successiva, grazie ad ottime prestazioni con lo Jong Ajax, viene convocato con più frequenza in prima squadra dall'allenatore Peter Bosz e fa il suo esordio in Eredivisie il 29 ottobre 2016 nel match vinto 1-0 contro l'Excelsior. Segna il suo primo goal con la maglia dei lancieri contro il Willem II nella coppa nazionale. Conclude la stagione vincendo il premio come Giocatore dell'anno della seconda serie olandese grazie alle prestazioni con la squadra riserve.

### Aritmia cardiaca
L'8 luglio 2017, durante un'amichevole estiva contro il Werder Brema, è vittima di un'aritmia: viene soccorso per una decina di minuti, anche con l'utilizzo di un defibrillatore. Viene poi trasportato in ospedale dove la società comunica che le condizioni del giovane centrocampista sono serie ma stabili. Il 13 luglio, l'Ajax comunica che l'olandese ha riscontrato danni cerebrali gravi e permanenti. Il 21 agosto 2018 il fratello Abderrahim dichiara che il giocatore è in grado di riconoscere la sua famiglia e comunicare tramite gesti e movimenti con la testa. Nel marzo del 2020, sempre suo fratello comunica che il ragazzo è tornato a casa per continuare la riabilitazione.
Il 31 marzo 2020, la società olandese comunica la rescissione del contratto prima della sua naturale scadenza prevista per giugno dello stesso anno. Nonostante ciò, continuerà a sostenere le spese mediche tramite un contributo economico alla famiglia.

## Statistiche

### Presenze e reti nei club
Statistiche aggiornate al 22 maggio 2017.
| Stagione         | Squadra          | Campionato       | Campionato | Campionato | Coppe nazionali | Coppe nazionali | Coppe nazionali | Coppe continentali | Coppe continentali | Coppe continentali | Altre coppe | Altre coppe | Altre coppe | Totale | Totale |
| Stagione         | Squadra          | Comp             | Pres       | Reti       | Comp            | Pres            | Reti            | Comp               | Pres               | Reti               | Comp        | Pres        | Reti        | Pres   | Reti   |
| ---------------- | ---------------- | ---------------- | ---------- | ---------- | --------------- | --------------- | --------------- | ------------------ | ------------------ | ------------------ | ----------- | ----------- | ----------- | ------ | ------ |
| 2015-2016        | Jong Ajax        | EE               | 19         | 1          |                 | -               | -               | -                  | -                  | -                  | -           | -           | -           | 19     | 1      |
| 2016-2017        | Jong Ajax        | EE               | 26         | 10         |                 | -               | -               | -                  | -                  | -                  | -           | -           | -           | 26     | 10     |
| Totale Jong Ajax | Totale Jong Ajax | Totale Jong Ajax | 45         | 11         |                 | -               | -               |                    | -                  | -                  |             | -           | -           | 45     | 11     |
| 2016-2017        | Ajax             | ED               | 9          | 0          | CO              | 3               | 1               | -                  | -                  | -                  | -           | -           | -           | 12     | 1      |
| Totale carriera  | Totale carriera  | Totale carriera  | 54         | 11         |                 | 3               | 1               |                    | -                  | -                  |             | -           | -           | 57     | 12     |